# Arthur Wong
Pour les articles homonymes, voir Wong.
Arthur Wong est directeur de la photographie hongkongais.

## Filmographie
- 1978 : La 36e Chambre de Shaolin
- 1978 : La Mante religieuse
- 1978 : Les Démons du karaté
- 1979 : Le Singe fou du kung-fu
- 1982 : Mad Mission
- 1986 : Where's Officer Tuba?
- 1986 : Le Retour de Mr. Vampire
- 1986 : Mister Dynamite
- 1990 : Histoire de fantômes chinois 2
- 1991 : Opération Condor
- 1991 : Il était une fois en Chine
- 1992 : Double Dragon
- 1992 : L'Auberge du dragon
- 1993 : Moon Warriors
- 1993 : Days of Tomorrow
- 1997 : Song jia huang chao
- 1998 : Piège à Hong Kong
- 1999 : Purple Storm
- 2002 : Double Vision
- 2003 : Le Médaillon
- 2006 : Ultraviolet
- 2006 : This Violent Land
- 2007 : Soie
- 2007 : Les Seigneurs de la guerre
- 2009 : The King of Fighters

## Prix

### Hong Kong Film Awards
- 1983 : Hong Kong Film Award de la meilleure photographie pour He Lives by Night
- 1998 : Hong Kong Film Award de la meilleure photographie pour Les Sœurs Soong
- 1999 : Hong Kong Film Award de la meilleure photographie pour Sleepless Town
- 2000 : Hong Kong Film Award de la meilleure photographie pour Purple Storm
- 2002 : Hong Kong Film Award de la meilleure photographie pour Visible Secret
- 2004 : Hong Kong Film Award de la meilleure photographie pour The Floating Landscape
- 2008 : Hong Kong Film Award de la meilleure photographie pour Les Seigneurs de la guerre
- 2009 : Hong Kong Film Award de la meilleure photographie pour Painted Skin
- 2010 : Hong Kong Film Award de la meilleure photographie pour Bodyguards and Assassins